# 호랑이 들어와요
《호랑이 들어와요》는 배세혁이 쓰고 유은이 그린 웹툰이다. 네이버 웹툰에서 연재했다. 낱권책은 출판사 길찾기에서 발간하고 있다. 애니메이션은 스튜디오 영원에서 만들어서 라프텔에서 독점 공개하고 있다.

## 줄거리
어느 날 아이가 없었던 부부에게 찾아온 작은 두 아이, 호랑이 신령, 랑아와 호야. 그리고 그들이 같이 살아가는 이야기.

## 등장인물
- 랑아(성우: 장미): 시베리아 호랑이 신령의 아이. 하지만 아이가 없는 부부에게로 와 살게 된다. 늘 여유로우며 순수하다. 발음이 좋지 않다. 팽이와 먹을 것을 좋아하며, 호야를 잘 따른다.
- 호야(성우: 이새아): 백호랑이 신령의 아이. 하지만 아이가 없던 부부에게로 와 지내게 된다. 랑아와 달리 단호한 면이 있으며 발음이 아주 좋아 (가끔 새어나가기도 함) 거의 정확하게 말한다.
- 엄마(성우: 이지현): 아이들을 잘 챙겨주며 자신들을 위협한 설화가 쓰러지자, 이불에 눕히며 쉬게 하는 등 마음이 넓다.
- 아빠(성우: 이호산): 무뚝뚝해 보이지만 아이들을 사랑하는 마음이 크다. 청소와 빨래 개기 등 집안일을 주로 하는 편이다.
- 금란(성우: 이세레나)과 천수: 랑아의 친부모로, 백호랑이 신령들과 싸우고 있기에 랑아를 부부에게 맡겼다.
- 연희 : 호야의 친엄마로, 호야를 엄격하게 가르쳤다.
- 담비: 동물이지만 사람으로 변신할 수 있다. 작은 몸집(중학생 정도)과는 다르게 설화를 이길 정도로 강하다. 랑아와 호야에게만 친절하고 그 밖의 사람들에게는 불친절하다.
- 허찬(성우: 남도형[1]): 험준한 산속에 살던 도깨비족 청년. 요술을 부릴 줄 알며, 여동생을 찾고 있었다. 랑아와 호야를 잘 놀아주고는 한다.
- 설화: 구미호. 두 부부와 랑아, 호야, 담비가 살고있는 집의 주인이라고 말했다. 여우 구슬을 자주 잃어버린다.
- 무당(성우: 이주승): 부부에게 숲속에서 살라고 권유한 사람이다.